# Ordre de l'Étoile de la solidarité italienne
Pour les articles homonymes, voir Ordre de l’Étoile.
 (mai 2025).
Si vous disposez d'ouvrages ou d'articles de référence ou si vous connaissez des sites web de qualité traitant du thème abordé ici, merci de compléter l'article en donnant les références utiles à sa vérifiabilité et en les liant à la section « Notes et références ».
L'Ordre de l'Étoile de la solidarité italienne  (en italien : Stella della solidarietà italiana) a été créé en tant qu'ordre national par le premier président de la République italienne, Enrico De Nicola, en 1947, afin de reconnaître les expatriés civils et militaires ou les étrangers contribution à la reconstruction de l'Italie après la seconde guerre mondiale. 
En 2011, l'ordre a été réformé par le 11ème président, Giorgio Napolitano, et est devenu l'Ordre de l'Étoile d'Italie. Le prix réformé a mis l'accent sur la préservation et la promotion du prestige national à l'étranger, la promotion des relations amicales et de la coopération avec d'autres pays et des liens avec l'Italie.

## Histoire (1947–2011)
Créé en 1947, l'ordre avait à l’origine pour but de récompenser les personnes ayant joué un rôle d’envergure dans la reconstruction de l’Italie de l’après-guerre.
Il a été remplacé par la loi du 3 février 2011 par l'Ordre de l'Étoile d'Italie

## Ordre de l'Étoile d'Italie (depuis 2011)
L'ordre est conféré par le Président de la République sur proposition du ministre des Affaires étrangères, après consultation du conseil de l'ordre, qui est présidé par le ministre lui-même et est composé de quatre membres, dont l'un est, de par la loi, le Chef du protocole diplomatique de la République. Une autre innovation est l’ordre des classes, qui est passé de trois grades à cinq, plus la classe spéciale de la Grand-croix d’honneur.
L’Ordre de l’Étoile d’Italie laisse tomber le symbolisme chrétien de l’Ordre de l’Étoile de la Solidarité italienne, où le centre des étoiles et d’autres insignes sont remplacés par un bouclier circulaire en or, orné de l’emblème bleu et or symbole de la république au centre avec les mots STELLA D'ITALIA en lettres d'or autour du bord.
Le règlement d'application a été publié par le décret présidentiel du 15 novembre 2011, n°221 et est en vigueur depuis le 28 janvier 2012.

## Grades
| Ruban (1947-2001) | Ruban (2001-2011) | Grade          | Titre italien                                                        |
| ----------------- | ----------------- | -------------- | -------------------------------------------------------------------- |
|                   |                   | Grand officier | Grande Ufficiale dell'Ordine della Stella della solidarietà italiana |
|                   |                   | Commandeur     | Commendatore dell'Ordine della Stella della solidarietà italiana     |
|                   |                   | Chevalier      | Cavaliere dell'Ordine della Stella della solidarietà italiana        |